# Parco di Gülhane
Il Parco di Gülhane (in turco Gülhane Parkı, "Parco della Casa delle Rose", dal persiano: گلخانه Gulkhāna, "casa dei fiori") è un parco storico sito nel distretto di Fatih di Istanbul, in Turchia. Esso si estende nelle vicinanze del complesso del Topkapı, di cui un tempo faceva parte; l'ingresso sud del parco sfoggia una delle porte più grandi del palazzo. Esso è il più antico e uno dei più estesi parchi pubblici di Istanbul.

## Storia

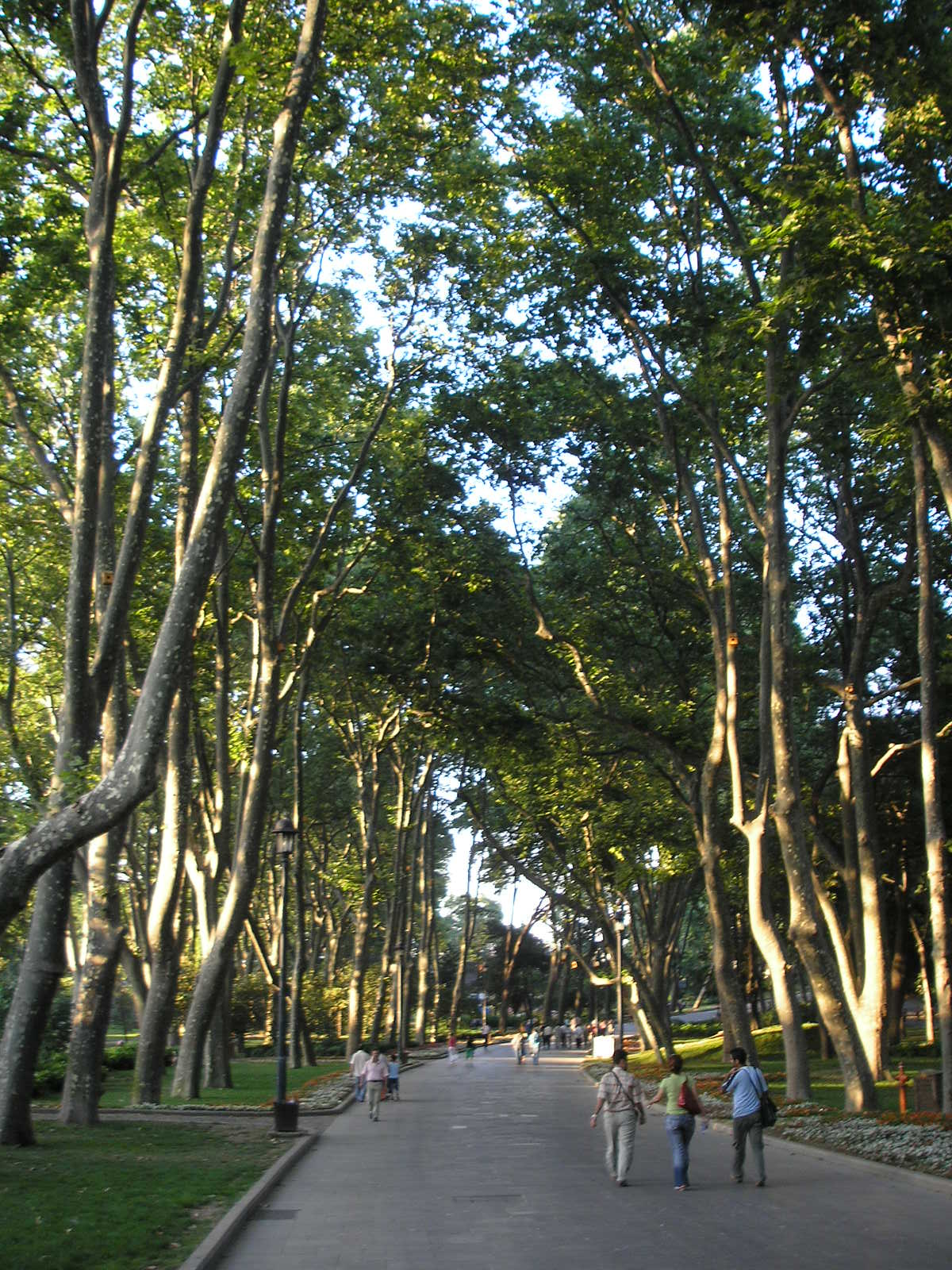
Parco di Gülhane

Il parco di Gülhane era un tempo parte del giardino esterno del Palazzo di Topkapı ed era costituito principalmente da un boschetto. Una sezione del giardino esterno è stata progettata come parco da parte del comune e aperta al pubblico nel 1912. Un tempo luogo di giochi cavallereschi e gare di tiro con l'arco, oggi è un parco pubblico alberato con concerti dal vivo, piantagioni di tè e altre offerte tipiche. Le mura esterne segnano approssimativamente i confini dell'antica Bisanzio.
Accanto all’ingresso principale, la "Porta della Fontana Fredda" (in turco Soğuk Çeşme Kapısı), si trova il "Padiglione delle Processioni Festive" (in turco Alay Köşkü), di forma poligonale e posto su una torre delle mura; attraverso una sua finestra il Sultano poteva monitorare i movimenti davanti alla prospiciente Sublime Porta, residenza ufficiale del suo Gran Visir. Il sultano Mahmud II fece restaurare e progettare il padiglione nella sua forma attuale con il tetto a coda di rondine nel 1819. L'Alay Köşkü sostituì un precedente edificio del sultano Murad III.
Da qui, tra l'altro, i sultani osservavano i magnifici cortei e le sfilate. Le più famose erano le sfilate giornaliere o settimanali delle associazioni di mercanti e delle corporazioni di artigiani, che si tenevano solo una o due volte ogni secolo. Ad esempio, nel 1637, 1,109 corporazioni presero parte a una parata; queste offrivano su carri colorite rappresentazioni delle loro arti, le quali talvolta avevano caratteristiche carnevalesche. L’ultima volta che ebbe luogo una simile panoramica della vita economica della città fu nel 1769, sotto Mustafa II

L'8 agosto 1928 Mustafa Kemal Atatürk annunciò in questa piazza l'introduzione dell'alfabeto turco con caratteri latini. Dal 1970 questo chiosco ospita le opere d'arte della collezione Kenen Ozbel appartenenti al Topkapı Müzesi. L'Ahmet Hamdi Tanpınar Edebiyat Müze Kütüphanesi si trova lì dal 2011. Dal 1970 questo chiosco ospita le opere d'arte della collezione Kenen Ozbel appartenenti al Topkapı Müzesi. L'Ahmet Hamdi Tanpınar Edebiyat Müze Kütüphanesi si trova lì dal 2011. Il parco in precedenza conteneva aree ricreative, caffè, parchi giochi ed altre forme di intrattenimento. Successivamente vi venne creato un piccolo zoo. Nel 1926 nel parco venne eretta la prima statua di Atatürk in Turchia, opera dello scultore austriaco Heinrich Krippel.

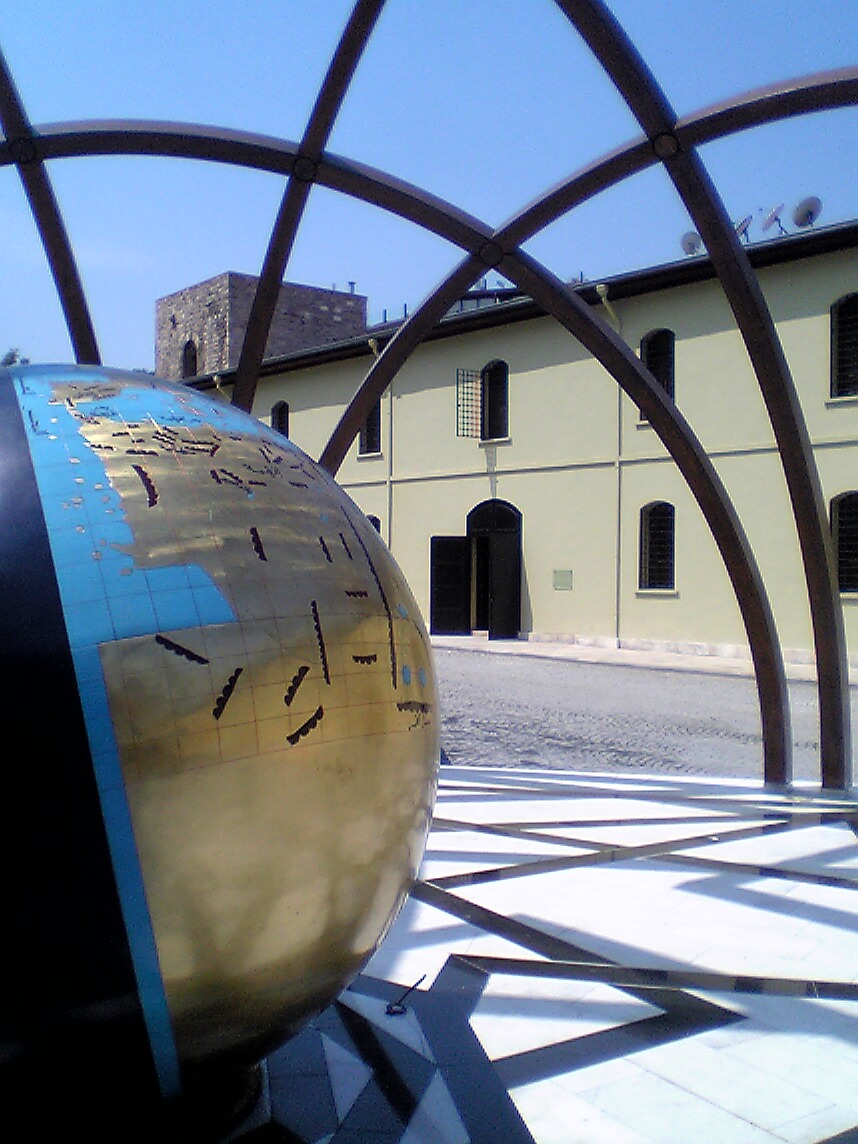
Il Museo di storia delle scienza e della tecnologia dell'Islam

Il parco ha subito una ristrutturazione importante degli alla fine del XX secolo, con la rimozione dello zoo, del luna park e dell'area pic-nic, realizzando così un aumento dello spazio aperto. I percorsi nel parco sono stati ripensati e la piscina grande è stata ristrutturata in stile moderno. Con la rimozione delle strutture in calcestruzzo, il parco ha ripreso l'espressione paesaggistica naturale che aveva negli anni 1950, valorizzando alberi risalenti al 1800. Sul margine occidentale del parco, in edifici già appartenenti al complesso del Palazzo di Topkapı, è ubicato il Museo di storia della scienza e della tecnologia dell'Islam. Esso venne inaugurato nel maggio 2008 dal primo ministro turco Recep Tayyip Erdoğan. Il museo dispone di 140 copie di invenzioni, datate dall'VIII al XVI secolo, relative ad astronomia, geografia, chimica, topografia, ottica, medicina, architettura, fisica e guerra.
Nel parco si trova la colonna dei Goti, il più antico monumento esistente ad Istanbul, risalente ad un'epoca precedente alla trasformazione dell'impero romano in un impero cristiano. Un basamento si eleva su tre gradini e sorregge la colonna monolitica in granito, alta 15 metri, coronata da un capitello corinzio. La base reca un'iscrizione latina che si traduce come: "Fortuna, che ritorna per amore dei Goti sconfitti". Commemora una vittoria sui Goti. La datazione della colonna è controversa; sono state ipotizzate date dal III al VI secolo d.C.. Secondo Giovanni Lido, sulla colonna c'era una statua di Tyche (la dea Fortuna); secondo Niceforo Gregora, una statua di Byzas, il leggendario fondatore di Bisanzio. Nel parco si trovano anche i pochi resti dell'antica chiesa di Santa Maria Odighitria, e una cisterna bizantina, scoperta nel 1912.

## Futuro
Le vecchie caserme site nell'area di Gülhane verranno riconvertite in un centro culturale che ospiterà una biblioteca, una sala per mostre d'arte ed un laboratorio per la manifattura dei tappeti kilim.